# Семёнова, Екатерина Петровна
Екатерина Петровна Семёнова (1916—1994) — ректор Ленинградского педиатрического медицинского института (1960—1965), доцент кафедры патологической анатомии.

## Биография
После окончания Ленинградского ФЗУ кулинарного производства работала в 1932—1936 годах поваром в столовых Ленгоснарпита Октябрьского района и училась на рабфаке. В 1936—1941 годах училась и окончила Ленинградский педиатрический медицинский институт.
С началом Великой Отечественной войны была мобилизована в ряды Советской Армии и служила в должности врача-ординатора (1942—1943), а в последующем — капитана медслужбы, начальника хирургического отделения и начальника центрального эвакопункта при госпитале № 282 Ленинградского и 1-го Белорусского фронтов (1943—1946). В 1942 году вступила в ряды ВКП(б). За боевые заслуги была награждена медалями и Орденом Красной Звезды. Демобилизована в 1946 году по болезни (присвоена инвалидность 2-й группы).
В 1946 году поступила в аспирантуру на кафедру патологической анатомии Ленинградского педиатрического медицинского института, после окончания которой зачислена ассистентом на кафедру патологической анатомии. В 1951 году защитила диссертацию на тему «Морфологические изменения в почках при сепсисе и пиурии у детей раннего возраста». В 1951—1952 годах заведовала отделом аспирантуры, в 1953—1954 годах работала помощником декана.
В 1954—1956 годах находилась в командировке в г. Тиране (Албания), заведовала вновь организованной кафедрой патологической анатомии медицинского института. В Албании была награждена Орденом труда 2-й степени Албанской народной республики.
С 1957 года — декан, в 1960—1965 годах — ректор Ленинградского педиатрического медицинского института. В 1961 году награждена орденом «Знак Почёта».
С января 1962 г. — и. о. доцента кафедры, с июня 1963 г. — доцент кафедры патологической анатомии.
С 1972 года на пенсии.

## Научные труды
Научные труды посвящены в основном инфекционной патологии и онкологии детского возраста.
- «Влияние денервации на почку новорожденных животных» (совм. с А. Г. Гинецинским и И. И. Лихницкой, 1952)
- «Морфологические изменения периферической и центральной нервной системы при сепсисе и токсикозах у детей» (совм. с А. В. Неженцевой, 1953)
- «Морфологические изменения в почках и мочевыводящих путях при сепсисе у детей» (1955), «К вопросу о детских пиуриях» (1955)
- «Морфологическая характеристика изменений в легких при хронических воспалительных процессах» (1956)
- «Морфологическая характеристика изменений в легких после пневмэктомии» (1956)
- «Опухоли и опухолеподобные пороки развития» (1958)